# Jacques Wanemut
Jacques Wanemut (2 febbraio 1992) è un calciatore vanuatuano, difensore degli Erakor Golden Star.

## Carriera

### Club
Ha sempre giocato nel campionato vanuatuano.

### Nazionale
Ha esordito in Nazionale nel 2015, partecipando alla Coppa d'Oceania 2016.